# Ramsey Island
Ramsey Island (walisisk: Ynys Dewi) er en ø, der ligger omkring 1 km ud for St David's Head i Pembrokeshire på den nordlige side af St Brides Bay, i det sydvestlige Wales, i communitiet St Davids and the Cathedral Close. Den har et areal på 259 hektar.
Ramsay er afledt af norrønt og betyder Hrafns ø.
På walisisk har den navn efter Sankt David (Dewi Sant), der er skytshelgen for Wales. På øen ligger stedet hvor Sankt Justinian boede. Den nærmeste større bebyggelse er St David's.
Ramsey Island er under 3,2 km lang og det højeste sted er 136 moh. ved Carnllundain. Det er den fjerde største ø i Wales efter Anglesey, Holy Island og Skomer, og den er omgivet af en række holme, tidevandsøer og klipper.